# Rødnæbbet rynkenæb
Rødnæbbet rynkenæb (latin: Aceros leucocephalus) er en næsehornsfugl, der lever i det sydlige Filippinerne.